# Álvaro Aguirre Arévalo
Álvaro Aguirre Arévalo (Madrid, 3 de febrero del 2000) es un futbolista español que juega como delantero en el Rayo Vallecano "B" de la Tercera División RFEF.

## Trayectoria
Álvaro Aguirre comenzó a jugar al fútbol en un equipo local de Tres Cantos, ciudad en la que reside. Ha sido alumno de la fundación Marcet, con la que ha realizado cursos de tecnificación y ha participado en diversas competiciones. En 2011 se incorporó al Alcobendas Levitt, equipo desde el que pasó al fútbol base del Rayo Vallecano en 2014 y en 2019 asciende al filial.
Debuta con el primer equipo el 2 de enero de 2022 entrando como suplente en una derrota por 2-0 frente al Atlético de Madrid en la Primera División de España.

## Clubes
Actualizado al último partido disputado el 2 de enero de 2022.
| Club               | País   | Año       | Partidos | Goles |
| ------------------ | ------ | --------- | -------- | ----- |
| Rayo Vallecano "B" | España | 2019-Act. | 58       | 2     |
| Rayo Vallecano     | España | 2022-Act. | 1        | 0     |